# 澳門巴士128路線
澳門巴士128路線，是一條由澳門公共汽車有限公司及新福利公共汽車有限公司聯營，往返亞馬喇前地和大熊貓館的已取消巴士路線。

## 簡介及歷史
- 2011年1月28日，配合澳門大熊貓館正式對外開放，本線當日09:30開通投入服務，接載公眾來往「亞馬喇前地」站至「石排灣郊野公園」站。該專線每15分鐘一班，除「石排灣郊野公園」站上車免費外，在其餘站點上車均按照現行的巴士車資方式收費。[1]
- 2011年4月28日，本線調整服務班次為逢週二至週五每23分鐘一班，逢週六、日及公眾假期維持原來班次即每15分鐘一班。服務時間由早上9時半至晚上6時15分。[2]
- 2011年6月12日，配合第四階段巴士路線調整，本線取消停靠「氹仔大中華廣場」站，改停靠新設的「泉澧花園」站。[3]
- 2011年8月1日，配合新巴士服務模式，本線被50路線取代。[4][5]

## 本線特色
- 本線為首條路線號碼為三位數的路線。

## 使用車輛
- 新福利：蘇州金龍KLQ6930G
- 澳巴：五洲龍FDG6920BG、 五洲龍FDG6121GC3

## 路線資料

### 收費
| 收費類別 | 收費類別 | 費用 |
| -------- | -------- | ---- |
| 現金     | 現金     | $5.0 |
| 澳門通   | 全民卡   | $3.0 |
| 澳門通   | 學生卡   | $1.0 |
| 澳門通   | 長者卡   | $0.3 |
| 澳門通   | 殘疾卡   | $0.3 |

### 服務時間及班距
| 服務時間       | 星期二至五  | 例假日及公眾假期 |
| -------------- | ----------- | ---------------- |
| 亞馬喇前地     | 09:30-18:15 | 09:30-18:15      |
| 石排灣郊野公園 | 09:30-18:15 | 09:30-18:15      |
| 班距           | 23分鐘      | 15分鐘           |

### 路線停站
| 128  | 亞馬喇前地 ←→ 大熊貓館 | 亞馬喇前地 ←→ 大熊貓館 |
| 編號 | 往程                   | 返程                   |
| 1    | 亞馬喇前地             | 石排灣郊野公園         |
| 2    | 泉澧花園               | 連貫公路／威尼斯人     |
| 3    | 氹仔茵景園             | 亞利雅架前地           |
| 4    | 連貫公路／新濠天地     | 氹仔電訊               |
| 5    | 石排灣郊野公園         | 亞馬喇前地             |

## 圖片集

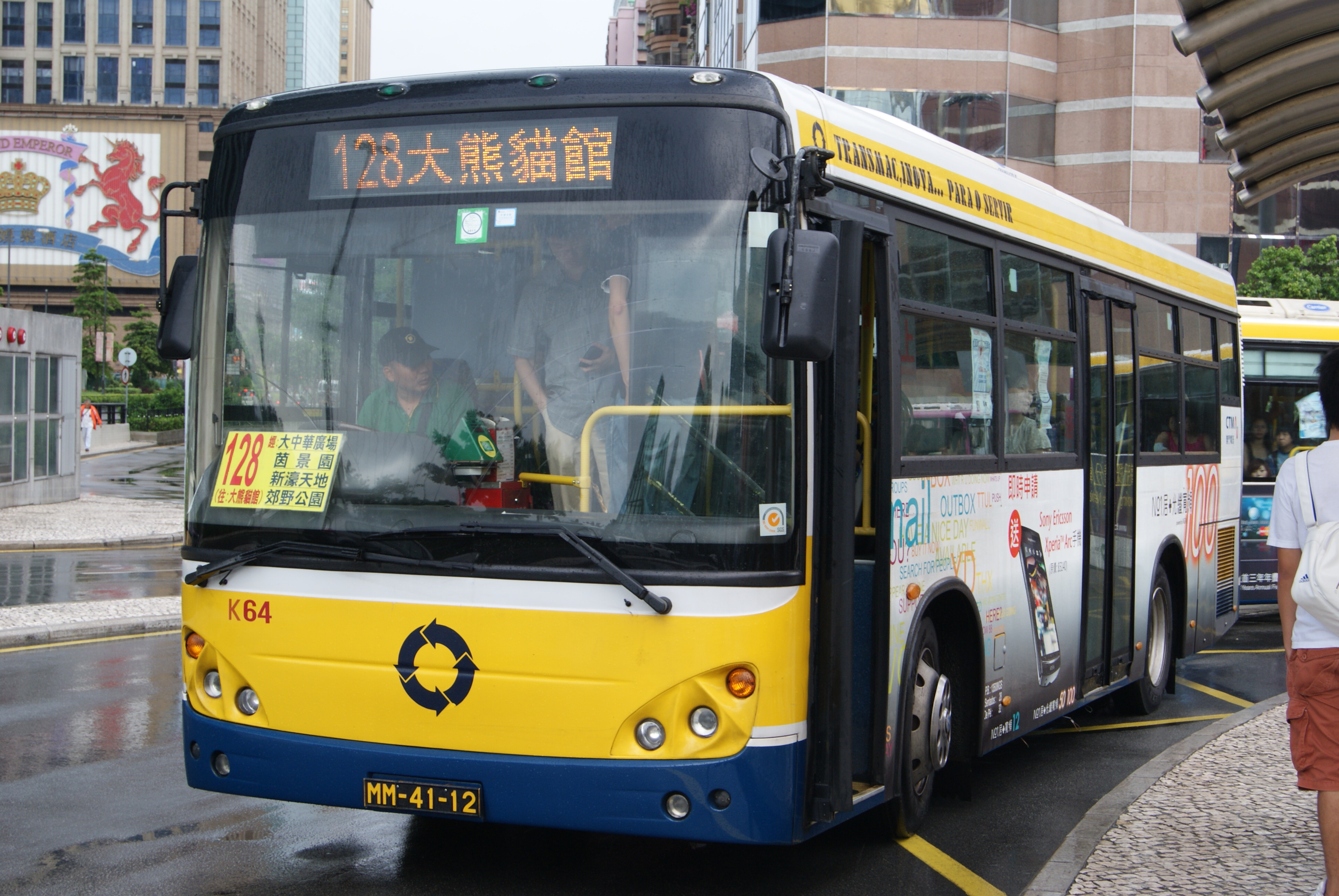
蘇州金龍KLQ6930G（新福利）
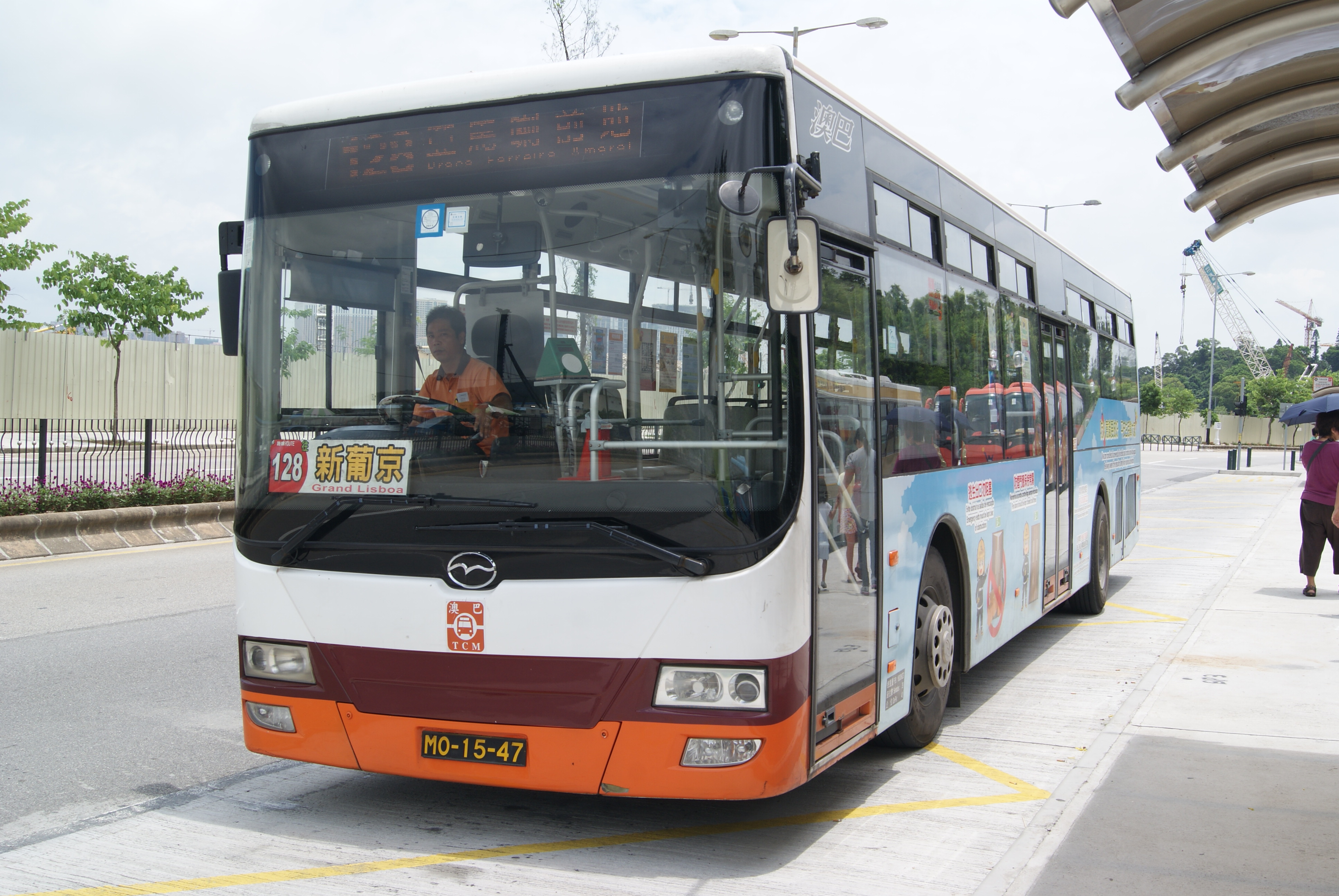
五洲龍FDG6121GC3（澳巴）

## 外部連結
- 澳門新福利公共汽車有限公司（官方網站） （页面存档备份，存于）
- 澳門公共汽車有限公司（官方網站） （页面存档备份，存于）